# Canal de Caledonia

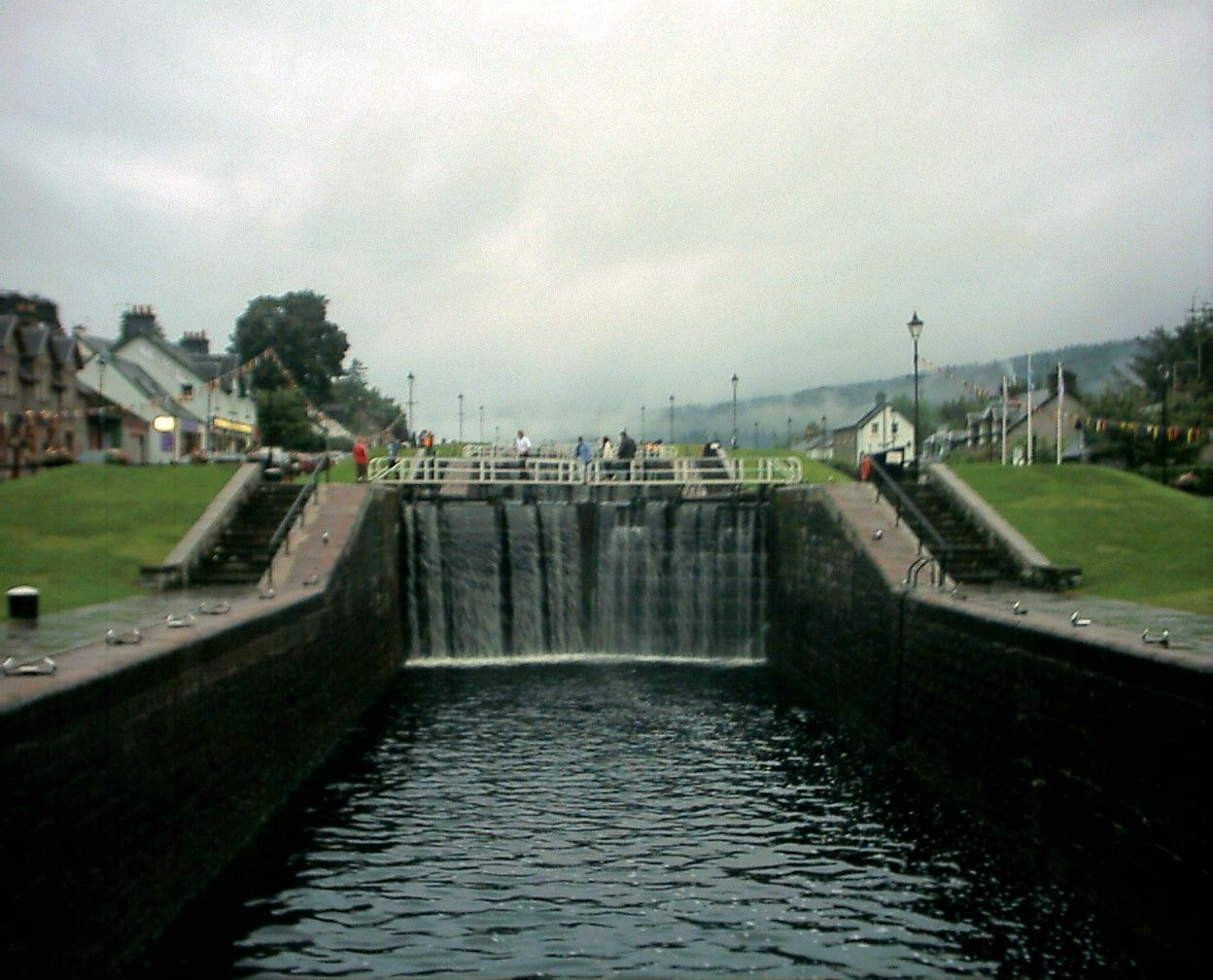
Esclusas en el canal de Caledonia en Fort Augustus.

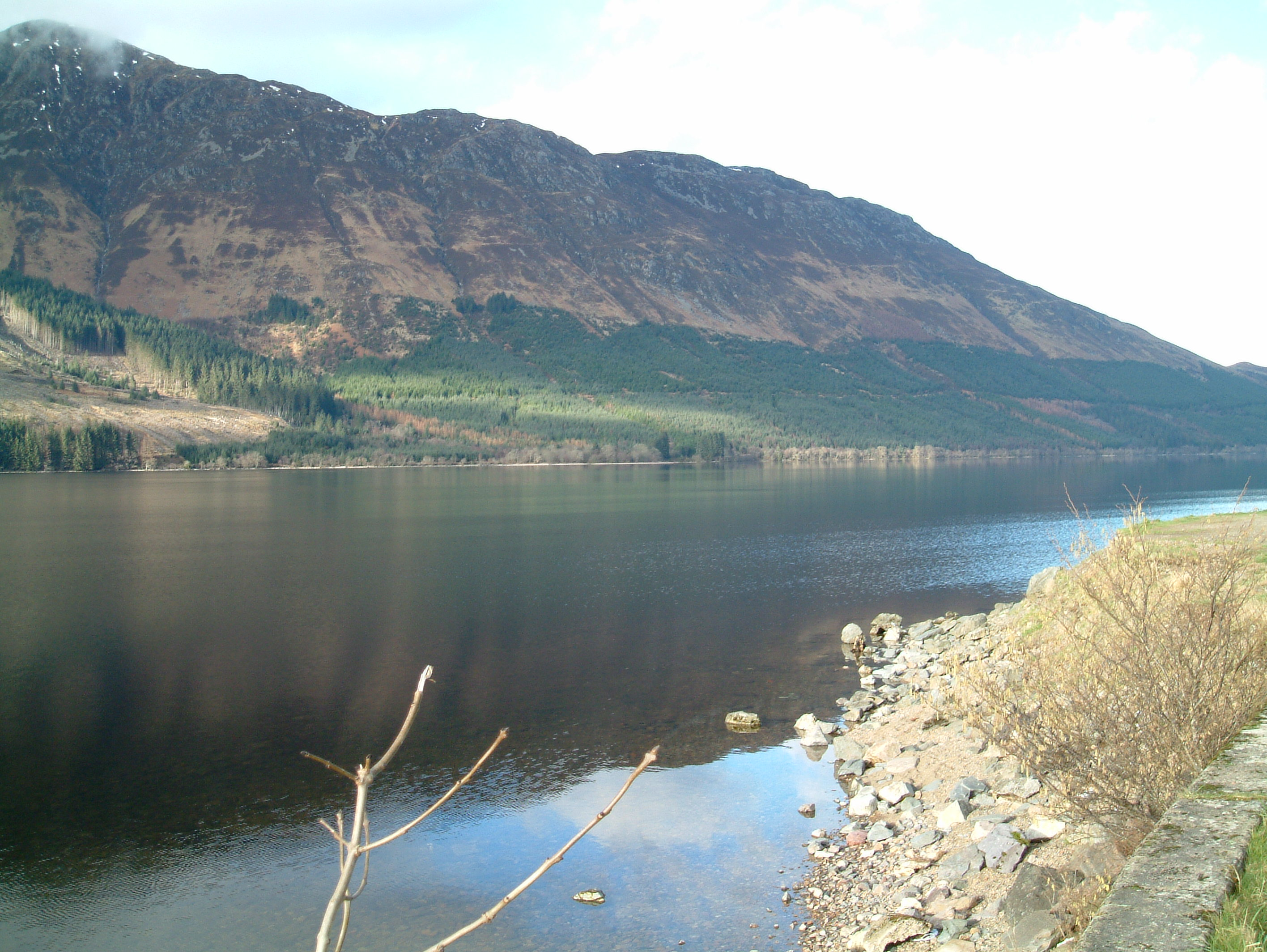
Loch Lochy, parte de la ruta del canal de Caledonia.

El canal de Caledonia (del inglés: Caledonian Canal) es una vía navegable del  Reino Unido que discurre por Escocia, conectando la costa oriental, en Inverness, con la costa occidental en Corpach, cerca de Fort William.
Tiene un recorrido de alrededor de 100 kilómetros de noreste a suroeste. Sólo un tercio de su longitud es artificial mientras que el resto está formado por el Loch Dochfour, el Loch Ness, el Loch Oich y el Loch Lochy. Estos lochs (lagos) forman parte del Great Glen, una falla geológica en la corteza terrestre. Hay 29 esclusas (incluyendo 8 en la Escalera de Neptuno, Banavie), cuatro acueductos y 10 puentes en el curso del canal.
El canal fue diseñado por el ingeniero Thomas Telford hábilmente apoyado por William Jessop y construido entre 1803 y 1822 con un coste de £840.000, pero nunca fue un gran éxito comercial. Como el canal se construyó originalmente demasiado estrecho y tuvo una mala construcción en algunos lugares, la mayor parte del tráfico aún usa la ruta marítima. No fue ahondado hasta el año 1847 (obra diseñada por el socio más cercano de Telford, James Walker), época en la que la mayoría de los barcos eran demasiado grandes, e Inverness pronto quedó conectada con las Tierras Bajas de Escocia (Lowlands) mediante el ferrocarril. El canal es actualmente usado de forma principal para navegación de recreo. Lo mantiene y administra la entidad gubernamental British Waterways.
El canal tiene varios nombres en gaélico escocés, entre ellos, "Amar-Uisge/Seòlaid a' Ghlinne Mhòir" ("Canal navegable del Great Glen") y una traducción literal, "Sligh'-Uisge na h-Alba".